# Chierry

Chierry este o comună în departamentul Aisne din nordul Franței. În 1 ianuarie 2022 avea o populație de 1.169 de locuitori.